# Idit Silman
Idit Silman (hébreu : עִידִּית סִילְמָן), née le 27 octobre 1980 à Rehovot, est une femme politique israélienne, membre du Likoud.
Elle est actuellement ministre de la Protection de l'environnement depuis 2022 dans le gouvernement Netanyahou VI.

## Biographie
En avril 2022, Idit Silman, députée de Yamina, quitte la coalition au pouvoir, ce qui conduit à l’effondrement du gouvernement deux mois plus tard. À la suite de cette défection, Benjamin Netanyahu, lui donne une place sur la liste du Likoud,.
Devenue ministre de la Protection de l'environnement, son action politique est particulièrement critiquée par les associations israéliennes de protection de l'environnement. Parmi les mesures combattues par les écologistes figurent des initiatives gouvernementales visant à affaiblir le contrôle environnemental du processus de planification, l'augmentation de la taxe d’achat sur les voitures électriques, ainsi qu’une nouvelle réduction du financement des stations de recharge supplémentaires ou encore l’annulation d’une taxe qui s’était avérée efficace pour réduire l’usage de plastique jetable. Surtout, les ONG pointent l'absence de politique de lutte contre le réchauffement climatique.
En octobre 2023, elle est contrainte de quitter un hôpital qu'elle visite sous les cris de colère d'un soignant, qui reproche, à travers elle, au gouvernement israélien son incapacité à empêcher l'attaque du Hamas du 7 octobre.

### Prises de position
Elle affirme en 2025, au sujet des Palestiniens, que « la seule solution pour la bande de Gaza est de la vider de ses habitants (…) Dieu nous a envoyé l’administration Trump, et celle-ci nous dit clairement: il est temps d’hériter de la terre,. »